# Chicharrón
Chicharrón är en galicisk indierockband från Carballo som bildades 2013. Hittills har de publicerat sex album, de tre första var Chicharrón (2014), Postal (2016) och Cancións clínicas (2018).

## Historia
Chicharrón bildades 2015 efter Franc3s splittran, när sin sånger och guitarrist Alberto M. Vecino beslutade att bilda ett mer experimentellt projekt med Alberto Gende. Alberto dog kort efter och Vecino kontaktade sin bror, gitarristen Diego Gende (Lowcost) och Rubén Domínguez, vars band Telephones Rouges också splittrades kort innan, och de tre startade ett nytt projekt.
I juli 2014 redigerade bandet sin debutalbum, Chicharrón, på konstnärligt kollektivet Prenom. Albumet spelades in i A Ponte-studion i Santiago de Compostela i mars 2014.
Därefter gick keyboardisten Mar Catarina (Esposa) och trummisen Xurxo Meis med. Med denna formation spelade bandet in sitt andra album, Postal, skriven helt på galiciska. Albumet släpptes i mars 2016 av Prenom och spelades in igen i A Ponte-studion, med mastering gjort på Terraforma-studio i O Hío, Cangas.
På 2017 släppte bandet två singlar. Den första var "Contra acantilados", publicerad i mars och med röster från Mara Pérez, den ny bandmedlem. Låten visas i filmen A estación violenta, regisserad av galicisk filmregissören Anxos Fazáns. Den andra singel var "Na cela", en dikt av Antía Otero, publicerad i september.
I augusti 2018 började gruppen att spela in sitt tredje album, Cancións clínicas. Albumet spelades in i Estudio Terraforma av Ibán Pérez med produktionen av Rubén Domínguez och släpptes genom Prenom den 9 november samma år.

## Diskografi

### Album
- 2014 – Chicharrón (Prenom)
- 2016 – Postal (Prenom)
- 2018 – Cancións clínicas (Prenom)
- 2021 – Unha fogueira intacta (Ferror Records)
- 2022 – Erosión (Ferror Records)
- 2023 – O que nos queda por non dicir (Ferror Records)